# Blessing (Texas)
Blessing è un census-designated place degli Stati Uniti d'America situato nella contea di Matagorda dello Stato del Texas.
La popolazione era di 927 persone al censimento del 2010.

## Geografia fisica
Blessing è situata a 28°52′17″N 96°13′15″W (28.871300, -96.220740).
Secondo lo United States Census Bureau, ha un'area totale di 2,0 miglia quadrate (5,2 km²).

## Società

### Evoluzione demografica
Secondo il censimento del 2000, c'erano 861 persone, 300 nuclei familiari e 230 famiglie residenti nella città. La densità di popolazione era di 423,8 persone per miglio quadrato (163,8/km²). C'erano 334 unità abitative a una densità media di 164,4 per miglio quadrato (63,5/km²). La composizione etnica della città era formata dal 72,01% di bianchi, il 5,92% di neri, il 19,98% di altre razze, e il 2,09% di due o più etnie. Ispanici o latinos di qualunque razza erano il 46,11% della popolazione.
C'erano 300 nuclei familiari di cui il 39,7% aveva figli di età inferiore ai 18 anni, il 64,3% aveva coppie sposate conviventi, l'8,7% aveva un capofamiglia femmina senza marito, e il 23,3% erano non-famiglie. Il 20,7% di tutti i nuclei familiari erano individuali e il 10,7% aveva componenti con un'età di 65 anni o più che vivevano da soli. Il numero di componenti medio di un nucleo familiare era di 2,87 e quello di una famiglia era di 3,36.
La popolazione era composta dal 32,2% di persone sotto i 18 anni, il 9,2% di persone dai 18 ai 24 anni, il 26,5% di persone dai 25 ai 44 anni, il 18,7% di persone dai 45 ai 64 anni, e il 13,5% di persone di 65 anni o più. L'età media era di 32 anni. Per ogni 100 femmine c'erano 111,0 maschi. Per ogni 100 femmine dai 18 anni in giù, c'erano 102,8 maschi.
Il reddito medio di un nucleo familiare era di 22.989 dollari e quello di una famiglia era di 27.431 dollari. I maschi avevano un reddito medio di 25.833 dollari contro i 30.288 dollari delle femmine. Il reddito pro capite era di 10.980 dollari. Circa il 26,0% delle famiglie e il 24,2% della popolazione erano sotto la soglia di povertà, incluso il 23,4% di persone sotto i 18 anni e il 32,0% di persone di 65 anni o più.